# تلسکوپ کلت
تلسکوپ‌های کِلت یا تلسکوپ بسیار کوچک کیلودرجه، (به انگلیسی: Kilodegree Extremely Little Telescope) یا (KELT)، یک سیستم مشاهده در اخترشناسی‌است که از دو تلسکوپ روباتیکی تشکیل شده که کارشان بررسی وارزیابی گذر سیاره‌های فراخورشیدی در اطراف ستاره‌های درخشان است. این پروژه به‌طور مشترک توسط اعضای دانشکدهٔ اخترشناسیِ دانشگاه ایالتی اوهایو، دانشکدهٔ فیزیک و اخترشناسیِ دانشگاه وندربیلت، گروه اخترشناسی، ,
بخش فیزیک دانشگاه لی‌های، و در آفریقای جنوبی رصدخانه آفریقای جنوبی (SAAO)، مدیریت و اجرا می‌شود.

## تلسکوپ‌های کِلت
سامانهُ تلسکوپ‌های کلت شامل دو تلسکوپ، کِلت-شمالی [۶] در آریزونا در ایالات متحده، و کِلت-جنوبی [۷] در رصدخانه آفریقای جنوبی (SAAO) نزدیک ساترلند، آفریقای جنوبی است.